# Стефан VII Томша
Штефан (Стефан) VII Томша (іноді Томжа, пом. 5 травня 1564) — правитель Молдови (8/10 серпня 1563 — березень 1564 року).

## Біографія
Походив з молдовських бояр, очолив успішну змову 1563 року проти володаря Деспота Воде, який після 3-місячної облоги Сучавського замку був виданий найманцями і вбитий особисто Штефаном Томшею. Причиною заколоту було те, що грек-лютеранин Іоан ІІ став першим іноземцем — правителем Молдови, який надавав посади чужоземцями, протегував протестантам, спробував збільшити податки. Престіл правителя здобув, підступно захопивши біля Сучави в полон князя Дмитра Вишневецького, який мав право претендувати на молдовський престіл. Наказав відправити полоненого князя Дмитра Вишневецького до Стамбулу як знак покори султану Сулейману І; в результаті князь Дмитро Вишневецький загинув в Стамбулі.
Посівши престол, Стефан Томша не зміг отримати затвердження у Високій Порті. Був змушений стати до боротьби з Олександром IV Лопушанином, якого підтримували османи після сплати ним 200 тисяч золотих.
Залишившись без підтримки бояр і населення, втік 1564 року на Поділля з метою перебратись до Угорщини Габсбурґів. На бажання султана Сулеймана І Пишного король Сигізмунд ІІ Август наказав його схопити, що було виконано за безпосереднього керівництва каштеляна Кам'янця на Поділлі Єжи (Юрія) Язловецького. Штефана VII Томшу з товаришами відіслали до Львова, де його утримував у Низькому замку староста Пйотр Бажий. На вимогу османського посла і Александрела IV його стратили (стяли голову) у четвер після 4-ї години на площі Ринок біля пранґера разом з воєводою Іваном Мазотчею і першим боярином Петром Спанцотчею.
Вацлав Дідушицький (†1584) згаданий як «Venceslai Dziedosiczki» серед свідків заповіту Штефана Томші 1564 року.
Був похований у церкві монастиря Святого Онуфрія у Львові. Біля входу до церкви існував його надгробок із затертим надписом.

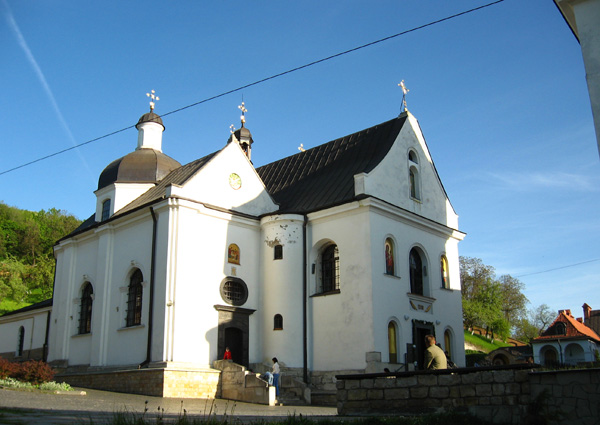
Монастирська церква Св. Онуфрія

## Діти
Відомі два сина Штефана Томші:
- волоський господар Лев Томша (1629—1632)
- молдовський господар Штефан ІХ Томша (1607—1615; 1621—1623)